# Hwang Min-hyun
Hwang Min-hyun (en hangul, 황민현; en hanja, 黃旼炫; Busan, 9 de agosto de 1995), más conocido por su nombre artístico Minhyun es un cantante y actor surcoreano, conocido por haber sido el vocalista principal de la boy band surcoreana NU'EST y antiguo miembro del grupo proyecto Wanna One.
En 2017, NU'EST detuvo todas sus actividades y promociones desde que sus miembros incluido Minhyun, ingresaron a la versión masculina del programa Produce 101. Minhyun en el programa ganó el apodo «Producer (productor)» por su buen sentido de composición en la última presentación del grupo 2, donde presentaron la canción Sorry Sorry de la banda Super Junior.

## Vida personal
Minhyun es alérgico a la sal y por consiguiente obtiene una reacción alérgica a su propio sudor, a causa de ello le da un sarpullido. Él trabaja duro durante la práctica, así que odia el ejercicio.
Minhyun es fan de TVXQ, especialmente de Kim Junsu, y soñó convertirse en cantante gracias a ellos.

## Carrera

### Predebut
Minhyun se convirtió en un aprendiz de Pledis a causa de la exploración. Él ganó más atención luego de aparecer en el vídeo musical Shangai Romance de Orange Caramel.
Previo a su debut Minhyun hizo numerosas apariciones con sus compañeros de agencia como un miembro de Pledis Boys. Él fue un bailarín de apoyo en el vídeo musical Wonder Boy de After School Blue y apareció con sus compañeros de agencia en la canción de Navidad Love Letter, Así mismo en el vídeo oficial de la canción.

### NU'EST
El 15 de marzo de 2012, Minhyun debutó como un miembro oficial de la boy band NU'EST.
Minhyun y Ren han tenido gran atención desde su debut debido a su apariencia y altura. Ellos aparecieron en «La semana de la moda de Seúl 2012 F/W» en la pasarela como modelos en el desfile de moda de la diseñadora Park Yoon Soo, llamado «Big Park».
En 2015, Minhyun hizo una colaboración con la artista indie Fromm, en el nuevo sencillo de la artista llamado, 후유증 (Aftermath). En 2016, Pledis publicó el vídeo musical de Daybreak, el cual pertenecía al quinto miniálbum de NU'EST, titulado «Canvas»; allí Minhyun y JR son los protagonistas.

### Produce 101
En 2017, NU'EST detuvo todas sus actividades y promociones desde que JR, Baekho, Minhyun y Ren, ingresaron a la versión masculina del programa Produce 101.
En el tercer episodio, él fue elogiado por su buen sentido de integración en el grupo 2, quienes interpretaron la canción «Sorry, Sorry» de Super Junior, además allí recibió el apodo de Producer. En los posicionamientos obtenidos al final de cada episodio donde se enumeran los participantes con mejor rendimiento. Él realizó un cover de Downpour de I.O.I, en la grabación de una fancam y ese video alcanzó un millón de visitas en tres días. En la evaluación de conceptos, Minhyun fue el centro del grupo NEVER, y su canción estuvo con el primer puesto en diferentes listados musicales.
En el episodio final del programa, se anunció que Minhyun quedó en el puesto nueve del top 11, por lo tanto debutará con un nuevo grupo llamado Wanna One, el cual estará activo hasta diciembre de 2018.

### Televisión
En junio de 2022 se unió al elenco de la serie Alquimia de almas, donde dio vida a Seo Yul, el joven príncipe genio de la familia Seo. Tiene de todo, desde habilidades literarias y de artes marciales hasta una personalidad y apariencia nobles, pero no tiene deseos ni un sentido de la realidad.

## Discografía

### Composición
La asociación de derechos de autor de Corea tiene 6 canciones bajo su nombre.
| Año  | Artista | Álbum  | Canción                                     | Parte        | Notas                                                         |
| 2016 | NU'EST  | Q is   | 사실 말야                                   | Letra        | Letra con JR y Baekho Música con Baekho                       |
| 2016 | NU'EST  | CANVAS | Daybreak                                    | Letra        | Letra con JR Pista unitaria entre JR y Minhyun                |
| 2016 | NU'EST  | CANVAS | R.L.T.L (Real Love True Love) (one morning) | Letra        | Letra con JR y Baekho                                         |
| 2016 | NU'EST  | CANVAS | Love Paint (every afternoon)                | Letra        | Todos los miembros de NU'EST participación en la composición. |
| 2016 | NU'EST  | CANVAS | Thank You (evening by evening)              | Letra Música |                                                               |
| 2016 | NU'EST  | CANVAS | Look (a starlight night)                    | Letra        | Letra con JR y Baekho Música con Baekho                       |

### Colaboraciones
| Año  | Artista                   | Título                      | Posicionamientos    | Álbum                  | Notas                               |
| Año  | Artista                   | Título                      | KOR (Gaon)          | Álbum                  | Notas                               |
| ---- | ------------------------- | --------------------------- | ------------------- | ---------------------- | ----------------------------------- |
| 2011 | Son Dam Bi y After School | LOVE LETTER                 | No estuvo en listas | Happy Pledis 2nd Album | Feat. Ara, Hyelim, Minhyun, DongHo  |
| 2015 | FROMM                     | 후유증/Aftermath            | No estuvo en listas | —                      | Feat. Minhyun                       |
| 2016 | Minhyun y Joshua          | Overcome, Versión Acústica. | —                   | —                      | Interpretación especial- Proyecto Q |
| 2017 | Sons of People            | Never                       | 2                   | 35 Boys 5 Concepts     | Como un participante de Produce 101 |

## Filmografía

### Series y películas
| Año     | Título            | Tipo              | Notas                   | Ref.                 |
| ------- | ----------------- | ----------------- | ----------------------- | -------------------- |
| 2013    | Reckless Family   | Sitio web         | Con Ren                 | [ 28 ]               |
| 2014    | Momo Salon        | Drama web         |                         |                      |
| 2014    | Trot Lovers       | Drama             | Cameo                   |                      |
| 2016    | Their Distance    | Película japonesa | Con JR y Ren            |                      |
| 2020-21 | Live On           | Serie surcoreana  |                         | [ 29 ] [ 30 ] [ 31 ] |
| 2022    | Alquimia de almas | Serie surcoreana  |                         | [ 21 ]               |
| 2023    | My Lovely Liar    | Serie surcoreana  |                         | [ 32 ] [ 33 ] [ 34 ] |
| 2025    | Grupo de estudio  | Serie surcoreana  | Serie web, protagonista | [ 35 ] [ 36 ] [ 37 ] |

### Apariciones en vídeos musicales
| Año  | Artista                   | Título                                  | Notas                                  |
| ---- | ------------------------- | --------------------------------------- | -------------------------------------- |
| 2011 | Orange Caramel            | Shanghai Romance                        |                                        |
| 2011 | A.S.Blue                  | Wonder Boy                              |                                        |
| 2011 | Son Dam Bi y After School | LOVE LETTER                             | Feat. Yoo Ara, Hyelim, Minhyun, Baekho |
| 2012 | Happy Pledis              | LOVE LETTER (Versión chicos de Pledis!) | [ 38 ]                                 |

### Programas de televisión
| Año  | Título              | Cadena | Notas                                                  |
| ---- | ------------------- | ------ | ------------------------------------------------------ |
| 2018 | King of Mask Singer | MBC    | Participante como "Terius", Ep. 143-144                |
| 2017 | Hello Counselor     | KBS2   | Invitado, Ep. 341 - junto a Kang Daniel y Park Ji Hoon |